# ل مویی
ل مویی (به فرانسوی: Le Muy) یک کامین در فرانسه است که در Canton of Le Muy واقع شده‌است.

## خصوصیات
ل مویی ۶۶٫۵۸ کیلومترمربع مساحت و ۸٬۷۴۳ نفر جمعیت دارد و ۳۰ متر بالاتر از سطح دریا واقع شده‌است.